# Salicionaal
Een salicionaal (afgeleid van het Latijnse woord voor wilgenfluitje, salix = wilg) is een 16-, 8- of 4-voets-orgelregister.
Dit register wordt gerekend tot de strijkersregisters en is vrij sterk van klank. De klank ligt tussen die van de viola da gamba en prestant in. 
De labiaalpijpen zijn open en cilindrisch gebouwd en meestal van tin.
Het register treft men meestal in rococo-orgels aan.
Aliquot · Bourdon · Chamadewerk · Cornet · Cymbelster · Dulciaan · Fluit · Gedekt · Grondstem · Hobo · Holpijp · Mixtuur · Nachtegaal · Prestant · Roerfluit · Salicionaal · Strijkers  · Subbas · Tolkaan · Voix céleste · Vulstem